# 托馬希夫卡 (切爾尼戈夫州)
托馬希夫卡（烏克蘭語：Томашівка）是烏克蘭北部切爾尼戈夫州普里盧基區伊奇尼亞市鎮的村莊，始建於1600年，面積1.37平方公里，海拔高度131米，2001年人口267，人口密度每平方公里194.9人。
50°55′38″N 32°12′33″E / 50.92722°N 32.20917°E